# Okręg Mende
Okręg Mende (fr. Arrondissement de Mende) – okręg w południowej Francji. Populacja wynosi 63 800.

## Podział administracyjny
W skład okręgu wchodzą następujące miejscowości:
1. Albaret-le-Comtal (48001)
2. Albaret-Sainte-Marie (48002)
3. Allenc (48003)
4. Altier (48004)
5. Antrenas (48005)
6. Arzenc-d’Apcher (48007)
7. Arzenc-de-Randon (48008)
8. Auroux (48010)
9. Badaroux (48013)
10. Balsièges (48016)
11. Banassac-Canilhac (48017)
12. Barjac (48018)
13. La Bastide-Puylaurent (48021)
14. Bel-Air-Val-d’Ance (48038)
15. Les Bessons (48025)
16. Blavignac (48026)
17. Le Born (48029)
18. Bourgs sur Colagne (48099)
19. Brenoux (48030)
20. Brion (48031)
21. Le Buisson (48032)
22. La Canourgue (48034)
23. Chadenet (48037)
24. Chanac (48039)
25. Chastanier (48041)
26. Chastel-Nouvel (48042)
27. Châteauneuf-de-Randon (48043)
28. Chauchailles (48044)
29. Chaudeyrac (48045)
30. Chaulhac (48046)
31. Cheylard-l'Évêque (48048)
32. Cubières (48053)
33. Cubiérettes (48054)
34. Cultures (48055)
35. Esclanèdes (48056)
36. La Fage-Montivernoux (48058)
37. La Fage-Saint-Julien (48059)
38. Fontans (48063)
39. Fournels (48064)
40. Gabrias (48068)
41. Grandrieu (48070)
42. Grandvals (48071)
43. Grèzes (48072)
44. Les Hermaux (48073)
45. Julianges (48077)
46. Lachamp-Ribennes (48126)
47. Lajo (48079)
48. Langogne (48080)
49. Lanuéjols (48081)
50. Laubert (48082)
51. Les Laubies (48083)
52. Laval-du-Tarn (48085)
53. Luc (48086)
54. Le Malzieu-Forain (48089)
55. Le Malzieu-Ville (48090)
56. Marchastel (48091)
57. Marvejols (48092)
58. Mende (48095)
59. Montbel (48100)
60. Mont-Lozère-et-Goulet (48027)
61. Montrodat (48103)
62. Monts-de-Randon (48127)
63. Les Monts-Verts (48012)
64. Nasbinals (48104)
65. Naussac-Fontanes (48105)
66. Noalhac (48106)
67. Palhers (48107)
68. La Panouse (48108)
69. Paulhac-en-Margeride (48110)
70. Pelouse (48111)
71. Peyre en Aubrac (48009)
72. Pied-de-Borne (48015)
73. Pierrefiche (48112)
74. Pourcharesses (48117)
75. Prévenchères (48119)
76. Prinsuéjols-Malbouzon (48087)
77. Prunières (48121)
78. Recoules-d’Aubrac (48123)
79. Recoules-de-Fumas (48124)
80. Rimeize (48128)
81. Rocles (48129)
82. Saint-Alban-sur-Limagnole (48132)
83. Saint-André-Capcèze (48135)
84. Saint-Bauzile (48137)
85. Saint-Bonnet-de-Chirac (48138)
86. Saint-Bonnet-Laval (48139)
87. Saint-Chély-d'Apcher (48140)
88. Saint-Denis-en-Margeride (48145)
89. Sainte-Eulalie (48149)
90. Sainte-Hélène (48157)
91. Saint-Étienne-du-Valdonnez (48147)
92. Saint-Flour-de-Mercoire (48150)
93. Saint-Frézal-d'Albuges (48151)
94. Saint-Gal (48153)
95. Saint-Germain-du-Teil (48156)
96. Saint-Jean-la-Fouillouse (48160)
97. Saint-Juéry (48161)
98. Saint-Laurent-de-Muret (48165)
99. Saint-Laurent-de-Veyrès (48167)
100. Saint-Léger-de-Peyre (48168)
101. Saint-Léger-du-Malzieu (48169)
102. Saint-Paul-le-Froid (48174)
103. Saint-Pierre-de-Nogaret (48175)
104. Saint-Pierre-le-Vieux (48177)
105. Saint-Privat-du-Fau (48179)
106. Saint-Saturnin (48181)
107. Saint-Sauveur-de-Ginestoux (48182)
108. Les Salces (48187)
109. Les Salelles (48185)
110. Serverette (48188)
111. Termes (48190)
112. La Tieule (48191)
113. Trélans (48192)
114. Villefort (48198)